# 回虫症

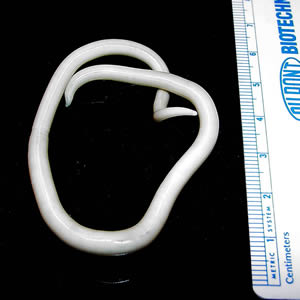
Ascaris lumbricoides

回虫症(英: ascariasis)とは、ヒトカイチュウ(Ascaris lumbricoides⇒「回虫」を参照。)の寄生を原因とするヒトの疾病である。
世界の人口の1/4が回虫症に罹患しているかもしれず、特に衛生状態の良くない熱帯地方で蔓延している。回虫属の他の種は家畜に感染することがある。